# 三田政吉
三田 政吉（みた まさきち、1910年（明治43年）12月12日 - 2006年（平成18年）1月25日）は、日本の実業家。料亭「濱田家」の二代目。明治座の元代表取締役会長。
兄は元三田観光企業社長・三田庄三郎。息子は料亭濱田家、明治座社長の三田芳裕。孫は明治座常務取締役の三田光政と元フジテレビアナウンサーの三田友梨佳。

## 経歴

### 出生から学生時代まで
1910年（明治43年）、東京市日本橋区青物町（現中央区日本橋）に生まれる。父・五三郎は板前の職人で、日本橋の福井楼という料亭の料理長だった。政吉が生まれてから2年後の1912年（大正元年）に、父・五三郎は日本橋人形町の玄冶店跡地にて料亭「濱田家」を創業。子供の時はデパートに行くのが楽しみだった。1928年（昭和3年）慶應商工学校（現・慶應義塾中等部）を卒業。

### 財界人、文化人として
1947年（昭和22年） 株式会社濱田家代表取締役。東京大空襲で焼失した明治座の復興に関わり社長の新田新作（國粹会生井一家人形町貸元）の右腕として働く。新田の死後、1967年（昭和42年）株式会社明治座代表取締役社長となる。1974年（昭和49年）日本演劇興行協会会長。1977年（昭和52年）東京食品販売国民健康保険組合理事長。
1984年（昭和59年）社団法人日本食品衛生協会理事長。1985年（昭和60年）日本演劇興行協会顧問。 1993年（平成5年）株式会社明治座代表取締役会長。 1999年（平成11年）名誉都民に顕彰される。日本橋地域ルネッサンス100年計画委員会会長となる。

### 晩年
2006年（平成18年）1月25日、心不全のため逝去。95歳。 葬儀は28日、明治座、明治座グループ、濱田家により築地本願寺で営まれ、参列者は5千人に及び、境内は人で埋まった。葬儀委員長をつとめた東京都知事の石原慎太郎は挨拶で、演劇界、料飲業界、政治の世界で果たしてきた足跡をたどるとともに、「日本橋で後援会を作っていただいた」として、その人徳に崇敬の念を明らかにした。

## 人物像
仕事をする上での信条について三田によると「一番大事なことは、商人は誠実でないと駄目だということです。それにお客さんに親切でないと続きません。そして社員の生活にまで目を通して、社員を大切にしないといけません。それでなくては良い人は集まりませんし、店に長くはいてくれません。働いている人への思いやりが大切だと父に言われ、私も守って来ました。昔の人は、自分と一緒に働いている人への行き届いた心配り、そういうものがあったのではないでしょうか。それが大切だと思います」という。

## 賞
1984年（昭和59年） - 勲二等瑞宝章受章。

## 家族・親族

### 三田家
（東京都中央区日本橋人形町）
- 父・五三郎（料理業・料亭「濱田家」創業）
- 兄

三郎（料理業・割烹三川家経営）
定吉（料理業・割烹富士屋経営）
庄三郎（料理業、実業家・三田観光企業社長）
- 妻・利子[5]
- 長男・芳裕